# Новогеоргиевский (Дмитровский район)
Новогео́ргиевский — посёлок в Дмитровском районе Орловской области. Входит в состав Берёзовского сельского поселения.

## География
Расположен в 17 км к югу от Дмитровска на правом берегу реки Осмонь в 1,5 км от границы с Курской областью. Высота над уровнем моря — 217 м.

## История
В 1926 году в посёлке было 17 дворов, проживало 99 человек (49 мужского пола и 50 женского). В то время Новогеоргиевский входил в состав Осмонского сельсовета Круглинской волости Дмитровского уезда Орловской губернии. С 1928 года в составе Дмитровского района.
В 1937 году в Новогеоргиевском было 13 дворов. Во время Великой Отечественной войны, с октября 1941 года по август 1943 года, находился в зоне немецко-фашистской оккупации.
С упразднением Осмонского сельсовета в 1954 году посёлок был передан в Малобобровский сельсовет, а затем (после 1975 года) — в Берёзовский сельсовет.

## Население
| 1926 | 2002 | 2010 |
| ---- | ---- | ---- |
| 99   | ↘5   | ↘0   |